# Johannes Keil
Johannes Keil (* 2. Februar 1809 in Fürth (Odenwald); † 15. August 1874 ebenda) war ein hessischer Landwirt und Politiker und Abgeordneter der 2. Kammer der Landstände des Großherzogtums Hessen.
Johannes Keil war der Sohn des Erbbeständers und Zentgerichtsmanns Philipp Keil (1762–1839) und dessen Ehefrau Anna Margaretha, geborene Giegerich (1775–1836). Keil, der katholischen Glaubens war, war Landwirt in Fürth und heiratete Maria Katharina geborene Krastel (1811–1873).
1848 war er Mitglied des Vorparlaments. Von 1847 bis 1856 und erneut 1865 bis 1872 gehörte er der Zweiten Kammer der Landstände an. Er wurde für den Wahlbezirk Starkenburg 6 bzw. 9/Fürth gewählt. In den Ständen vertrat er konservative Positionen. Er war Beigeordneter und später Bürgermeister von Fürth.